# Amando Moreno
Amando Miguel Moreno (Perth Amboy, 10 settembre 1995) è un calciatore statunitense naturalizzato salvadoregno, attaccante dell'El Paso Locomotive e della nazionale salvadoregna.

## Caratteristiche tecniche
È una seconda punta.

## Carriera
Cresciuto nelle giovanili del N.Y. Red Bulls, ha esordito in prima squadra l'11 marzo 2013 in occasione del match perso 2-1 contro il S.J. Earthquakes. Ha poi giocato nella prima divisione messicana (complessive 4 presenze con il Club Tijuana), e nuovamente in MLS con i Chicago Fire.